# South Floral Park
South Floral Park es una villa ubicada en el condado de Nassau en el estado estadounidense de Nueva York. En el año 2000 tenía una población de 1 578 habitantes y una densidad poblacional de 6 091.3 personas por km². South Floral Park se encuentra dentro del pueblo de Hempstead.

## Geografía
Se encuentra ubicada en las coordenadas 40°42′47″N 73°42′2″O / 40.71306, -73.70056. Según la Oficina del Censo, la ciudad tiene un área total de 0,3 km² (0,1 mi²), de la cual 0,3 km² (0,1 mi²) es tierra y 0 km² (0 mi²) (0%) es agua.

## Demografía
Según la Oficina del Censo en el año 2000, los ingresos medios por hogar en la localidad eran de 64 205 USD y los ingresos medios por familia eran $68 000 USD. Los hombres tenían unos ingresos medios de 36 250 USD frente a los 37 292 USD de las mujeres. La renta per cápita para la localidad era de 21 091 USD. Alrededor del 2.8 % de la población estaba por debajo del umbral de pobreza.